# Layne Van Buskirk
Layne Van Buskirk (Windsor, 18 febbraio 1998) è una pallavolista canadese, centrale delle Vegas Thrill.

## Carriera

### Club
La carriera di Layne Van Buskirk inizia nei tornei scolastici canadesi con la Holy Names HS. Dopo il diploma è nella lega universitaria statunitense NCAA Division I, alla quale partecipa dal 2016 al 2019 con la Pittsburgh.
Nella stagione 2020-21 inizia la carriera da professionista in Francia, dove è di scena in Ligue A con il Chamalières. Nella stagione seguente si trasferisce in Germania, partecipando alla 1. Bundesliga con il Dresdner, con cui si aggiudica la Supercoppa tedesca; dopo un'altra annata nella massima divisione tedesca, ma difendendo i colori del PTSV Aachen, disputa la Pro Volleyball Federation 2024 con le Vegas Thrill.

### Nazionale
Fa il suo esordio nella nazionale canadese nel 2019, in occasione dei XVIII Giochi panamericani. In seguito conquista la medaglia di bronzo al campionato nordamericano 2021, bissata nel 2023.

## Palmarès

### Club
- Supercoppa tedesca: 1

2021